# ミハイロ・ルキッチ

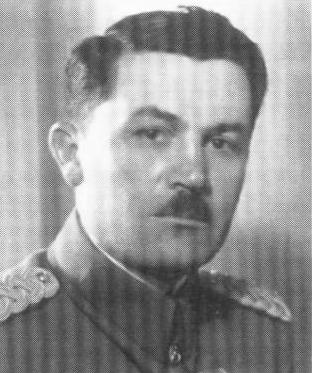

ミハイロ・ルキッチ（Mihajlo Lukić、1886年 - 1961年）は、クロアチアの軍人。
正規の軍事教育を受け、ユーゴスラビア軍に勤務。クロアチア独立国建国後、1941年4月、クロアチア軍（ドモブラン）に入隊。1941年、オシー師団区司令官、歩兵総監、第2イタリア軍（ユーゴスラビア占領軍）の連絡将校、「ルキッチ」戦闘群司令官を歴任。1941年12月、第3軍区（サラエヴォ）司令官に任命。クロアチア軍の東部戦線派遣に反対し、1942年2月に退役させられる。
終戦後、逮捕され、禁固10年を言い渡される。